# 特
特 est un kanji et un sinogramme. Tè en est la transcription en hanyu pinyin[Quoi ?].
Son caractère Unicode est 7279.

## Source
- Cet article est partiellement ou en totalité issu de l'article intitulé « 特 (sinogramme) » (voir la liste des auteurs).